# گریس ون پاتن
گریس ون پاتن (به انگلیسی: Grace Van Patten) (زاده ۲۱ نوامبر ۱۹۹۶) بازیگر آمریکایی است.
از کارهای معروف او می‌توان به بازی در فیلم‌های داستان‌های مایروویتز، عروسی وایلد، زیر دریاچه نقره‌ای، سرقت ماشین‌ها و وضعیت خوب و سریال بهم دروغ بگو اشاره کرد.